# Phaleria perrottetiana
Phaleria perrottetiana är en tibastväxtart som beskrevs av Emilio Huguet del Villar y Serrataco. Phaleria perrottetiana ingår i släktet Phaleria och familjen tibastväxter. Inga underarter finns listade i Catalogue of Life.